# Сіра жінка
«Сіра жінка» (англ. The Grey Woman) — повість Елізабет Гаскелл у трьох частинах. Вперше була надрукована 1861 року в січневих випусках журналу «Увесь рік» (All the Year Round), редактором котрого був Чарльз Діккенс. Твір вийшов без підпису автора. Є зразком жіночої готичної прози вікторіанської епохи (так само, як і твори Енн Редкліф, Мері Шеллі).
Через 4 роки, у 1865 році, твір був виданий у книзі «Сіра жінка та інші історії» (англ. The Grey Woman and Other Tales) лондонськими видавцями Елдером і Смітом.

## Сюжет
Відвідувачі німецького замку зацікавилися долею його однієї колишньої мешканки — Анни Шерер. Замість пояснень їм пропонують листа цієї жінки до своєї доньки, де розказано історію їхньої сім'ї.
1789 рік. Анна, молода дівчина, що живе на фермі разом з батьком та сім'єю брата, їде до Карлсруе відвідати свою подругу. Там вона знайомиться з паном де ла Туреєм, який виявляє до неї інтерес. Мати подруги, пані Рупрехт, сприяє їхнім частим зустрічам і, в результаті, активно підштовхує молоду дівчину до одруження з цим молодиком. Після весілля з чоловіком, якого вона не кохала і загалом мало знала, Анна переїздить у замок пана де ла Турея у Вогезах. Де ла Турей виявився жорстким і непоступливим чоловіком, з дружиною був не надто приязним, як і слуги в будинку. Його особливістю було прагнення контролювати кожен крок жінки і обмежити її пересування стінами власного будуару. Для допомоги своїй дружині він найняв служницю-німкеню Аманду, з якою Анна потоваришувала.
Одного дня Анна, вже будучи вагітною, дізнається страшну таємницю — її чоловік є ватажком банди головорізів. Боячись за своє життя, вона з Амандою тікає з дому. Чоловік, дізнавшись про втечу, заприсягся за будь-яку ціну знайти і покарати втікачок.
Поневіряння жінок були важкими і сповненими страху перед можливою помстою, кілька разів вони були майже викриті. Наміри пана де ла Турея стали очевидними, коли від його рук загинула молода дівчина, зовні дуже схожа на Анну. Хоч жінки й були дуже обережними, але поплічники де ла Турея виходять на їхній слід і вбивають Аманду. Анні з немовлям вдається втекти завдяки допомозі лікаря, котрий потім стає її чоловіком.
Пережитий страх психологічно зламав жінку і вона не змогла насолоджуватися життям, навіть будучи у відносній безпеці. Народжена від убивці дівчинка теж не зазнала щастя з коханим чоловіком, караючись моральним тягарем.

## Історія створення та прототипи героїв
Повість перегукується з відомою казкою Шарля Перро про Синю Бороду, де на місці Синьої Бороди постає жорстокий пан де ла Турей, що вбив свою першу дружину за її цікавість і балакучість та полює за Анною.
Повість «Сіра жінка», як і інші твори Елізабет Гаскелл, має багато елементів соціального реалізму та засвідчує значну обізнаність авторки з подіями політичного життя описаної епохи.
Події твору розгортаються на суміжних територіях Франції і Німеччини у часи Великої французької революції, коли неспокій політичного життя Франції поширювався й на сусідні території Німеччини та Англії.
Герої повісті, очевидно, мали реальних прототипів, зокрема, банда Chauffeurs — це злочинці, що тероризували території лівого берегу Рейну в перші роки Великої французької революції; Шиндерганс, котрий у творі названий ватажком цієї банди (=пан де ла Турей) — це Йоган Бюклер (нім. Johannes Bückler) (1778—1803), що обрав собі злочинне життя й після пограбування і вбивства маркіза де ла Фер'єра (фр. Marquis la Ferrière) був страчений; а Ле-Роше — це замок Шмітбург, розташований у горах та обраний бандою Шиндергаса за своє пристановище.

## Особливості стилю
Незважаючи на відсутність містичних елементів, твір має багато рис готичної прози, зокрема:
- Сюжет будується навколо таємниці та подальшої спроби злочинців запобігти її розголошенню.
- У творі дуже відчутна атмосфера страху й емоційного напруження, оповідь розгортається у вигляді неперервної серії загроз, героїні постійно перебувають на межі викриття й, відповідно, смерті.
- Обстановка, в якій відбуваються події, підкреслює загальну атмосферу таємничості й страху — старий замок із темними коридорами, підвалами, замкненими кімнатами й таємними переходами та придорожні постоялі двори, кузня. Важливі події часто відбуваються вночі.
- Головним персонажем є добра і скромна жінка, яка потрапляє у складні й навіть страшні ситуації.
- Головним негативним персонажем письменниця зображає не злу надприродну істоту (наприклад, привидів, як у «Розповіді старої няньки»), а людину (пана де ла Турея), який своєю жорстокістю й завзятістю перевершує будь-якого надприродного монстра[4].
- Важливе місце у творі виділено психологічним переживанням героїв, розкрито вплив емоцій на зовнішність (що підкреслено навіть у назві).

Але загалом Елізабет Гаскелл зображує події, які мають досить реальні й зрозумілі причини, додаючи таким чином до романтичного і готичного письма елементи реалізму.
Окрім сюжетних елементів, притаманних готичній прозі, Елізабет Гаскелл у повісті використала й структурні прийоми, що підсилюють ефект таємничості та розмивають межі між реальністю й вигадкою. Одним із таких засобів є віднайдений манускрипт, що формує в структурі оповіді подвійну рамку — стару історію, розказану оповідачем і віддалену в часі й просторі від самого оповідача та від слухачів.
«Сіра жінка» має кілька таких рамок: твір починається оповіддю невідомих англійців про свою подорож, тоді продовжується діалогом між власником готелю та подорожніми, з якого ми дізнаємося про Анну Шерер, потім переходить до суперечки між Анною та її дочкою з приводу неможливості одруження молодої дівчини з її коханим, і тільки тоді, з листа, перед нами постає історія, що відбулася в минулому столітті. Таким чином письменниця тричі віддаляє описану історію від сучасного читача: невідомий подорожній читає листа невідомою йому мовою про події минулого століття.
Особливістю використання популярного в ті часи прийому в повісті «Сіра жінка» є незакритість уведених автором рамок: ні подорожні англійці, ні донька не продовжують свою оповідь після закінчення листа, що збільшує варіативність інтерпретацій.
Твір характеризується також фрагментарністю розгортання оповіді.

## Основні теми
Роль жінки та чоловіка в суспільстві
Елізабет Гаскелл у повісті «Сіра жінка» поставила під сумнів традиційний для вікторіанської епохи розподіл ролей у суспільстві між чоловіком і жінкою: жіночою сферою вважався дім, сім'я і домашнє господарство, а сферою чоловіка — суспільна і ділова активність; жінці мала б бути властива емоційність, слабкість і прагнення до покори, тоді як чоловікові — активність, агресивність і сила. Проте письменниця, прямо не заперечуючи ці постулати, показує, наскільки небезпечною може стати для слабкої жінки «домашнє вогнище» і наскільки неконтрольованими жорстокість і авторитаризм чоловіка, особливо за умови загальної суспільної байдужості до таких питань (так, ні пані Рупрехт, котра організувала весілля Анни, ні брат Анни, ні його дружина особливо не цікавилися подальшою долею дівчини).
Для самої Гаскелл це питання теж було актуальним, оскільки вона мала поєднувати свої обов'язки перед іншими (домашні й соціальні) з обов'язками перед собою (розкриття власних талантів і прагнень), про що часто зазначала у своїх листах.
Із співвідношенням ролей у суспільстві пов'язана також тема взаємодії слабкої жінки та сильного чоловіка, що часто постає у творах Елізабет Гаскелл («Розповідь старої няньки» (англ. Old Nurse's Story), «Відьма Лоїз» (англ. Lois the Witch), «Крива гілка» (англ. Crooked Branch)).
Жіноча дружба
У повісті досить багато місця відведено темі жіночої дружби молодої та емоційної панни Анни й старшої та вправнішої служниці Аманди, котра частково перебирає на себе роль чоловіка (як за зовнішністю, так і функціонально), відкинувши таким чином класові умовності. Виникнувши з потреби у взаємній допомозі, ці стосунки перетворилися на щиру дружбу й прив'язаність: «Часом мені спадало на думку, що я дбаю про неї тільки тому, що вона так необхідна мені, бо дбає про мою безпеку, але ні! Це було не так, або не тільки так, і так хіба що здавалося. Одного разу вона сказала, що змагається не лише за власне життя, а й за моє… А як іще, коли, вкладаючись увечері спати, ми навіть не знали, чи доживемо до ранку?».
Усі приклади жіночої дружби були взяті письменницею зі свого життя: листи Елізабет Гаскелл свідчать, що дружба була дуже важливою в її житті — вона приятелювала як зі своїми родичками, доньками, так і з іншими жінками (Шарлотта Бронте, Еліза Фокс). Але письменниця жила в часи, коли здатність жінки створювати тісні дружні взаємини ставилася під великий сумнів. Тож у своїх творах, створюючи образи жінок-приятельок, вона пропонує суспільству іншу позицію.
Загалом у своїх творах Елізабет Гаскелл зображує три типи дружби між жінками: стосунки між матір'ю і донькою, між панною та прислугою і, так би мовити, «дружбу з нужди». І в «Сірій жінці» так чи інакше описано усі ці типи, які видозмінюються і перетікають один в один. Водночас взаємодія між матір'ю і донькою постає дещо відокремлено — це не так близька дружба, як зв'язок, що впливає на долю обох.
Ця тема тісно переплітається з іншою — відплатою дітей за вчинки батьків.
Відплата за скоєне
Одним із важливих для християнства постулатів є прощення Богом провини людині, але така провина не залишається без покарання, яке накладається не тільки на злочинця, а й на його дітей аж до третього-четвертого покоління (Книга Вихід 37:4; Книга Чисел 14:18). І Елізабет Гаскелл, як прихильниця унітаріанських поглядів на християнство, досить часто піднімає цю тему у своїх творах («Занепад дому Грифінів» (англ. The Doom of Griffins), «Розповідь старої няньки» (англ. Old Nurse's Story), «Сіра жінка» (англ. The Grey Woman)). Вона вірить в існування фундаментального добра в усіх людях та в унікальність кожної особистості, у можливість свідомих змін свого життя, тому яскраво зображує наслідки поступу шляхом зла.
У «Сірій жінці» Анна з переконань, що діти успадкують вдачу батька і нестимуть покару за його злочини, боїться народження сина: «У мене народилася дівчинка, як я і просила Господа. Я боялася, що хлопчик успадкує хижацьку натуру свого батька, а дівчинка, здавалося, була лишень моя». Проте навіть дівчинці мати пропонує відмовитися від шлюбу з коханим чоловіком, тому що пан де ла Турей став вбивцею його батька (донька врешті-решт пристає на цю пропозицію).
Сумління в цьому випадку виступає кращим оберегом, ніж страх фізичної покари. Його не можна змусить мовчати. Навіть розуміючи, що своєю розповіддю Анна руйнує щастя своєї доньки, вона мусить розповісти їй правду. Злочин не може пройти без сліду, прощення не може датися легко, бо це породжуватиме нові й нові злочини (і в цьому знову чітко проступають біблійні мотиви).

## Переклади українською мовою
Українською мовою вперше перекладено Ігорем Андрущенком у 2014 році. Видано в межах збірки «Зникнення та інші оповідання» (Зникнення та інші оповідання / Елізабет Гаскелл ; пер. з англ. Ігоря Андрущенка.  — К. : Знання, 2014.  — 158 с.  — (English Library).  — ISBN 978-617-07-0195-4).